# Inter Milan (kvinder)
Football Club Internazionale Milano S.p.A., også kendt som Inter eller med det kommercielle navn Inter Women er en fodboldklub fra Milano, Italien, den kvindelige afdeling af FC Internazionale Milanos professionelle fodboldklub.

## Historie
Før 2018–19 sæsonen, havde Inter kun ungdomshold på kvindesiden. Den 23. oktober 2018 overtog klubben sportsrettighederne fra A.S.D. Femminile Inter Milano.
I Inter's første sæson, spillede de i kvindernes Serie B i 2018-19. Inter vandt oprykning til Serie A efter en sæson, hvor holdet fik 64 points og vandt alle kampe bortset fra en, som de spillede uafgjort.

## Truppen
Oversigten er opdateret til og med 8. oktober 2021.
| Nr. | Land      | Position | Spiller           |
| --- | --------- | -------- | ----------------- |
| 1   | Italien   | MM       | Carlotta Cartelli |
| 2   | Norge     | FO       | Anja Sønstevold   |
| 3   | Sverige   | FO       | Elin Landström    |
| 5   | Frankrig  | MI       | Ghoutia Karchouni |
| 6   | Italien   | MI       | Irene Santi       |
| 7   | Italien   | AN       | Gloria Marinelli  |
| 8   | Italien   | MI       | Martina Brustia   |
| 9   | Italien   | AN       | Elisa Polli       |
| 10  | Italien   | AN       | Tatiana Bonetti   |
| 11  | Italien   | FO       | Caterina Fracaros |
| 12  | Italien   | MM       | Astrid Gilardi    |
| 13  | Italien   | FO       | Beatrice Merlo    |
| 14  | Brasilien | FO       | Kathellen Sousa   |

| Nr. | Land     | Position | Spiller                    |
| --- | -------- | -------- | -------------------------- |
| 17  | Spanien  | AN       | Macarena Portales          |
| 18  | Italien  | MI       | Marta Pandini              |
| 19  | Italien  | MI       | Lisa Alborghetti (anfører) |
| 20  | Italien  | MI       | Flaminia Simonetti         |
| 21  | Italien  | MI       | Alice Regazzoli            |
| 22  | Italien  | MM       | Francesca Durante          |
| 24  | Italien  | AN       | Matilde Pavan              |
| 27  | Ungarn   | MI       | Henrietta Csiszár          |
| 28  | Italien  | FO       | Angela Passeri             |
| 29  | Island   | FO       | Anna Björk Kristjánsdóttir |
| 30  | Italien  | FO       | Bianca Vergani             |
| 33  | Cameroun | AN       | Ajara Nchout               |